# 山东省经济
山东省是中国经济较为发达的省份，经济实力处在中国前列，是发展速度较快的省份。2007年以来经济总量居第3位。2015年山东省实现生产总值63002.3亿元，比上年增长8.0%。山东经济发展三大支柱为：固定资产投资（总额4.74万亿元，增长13.9%）、社会消费品零售（总额2.78万亿元，增长10.6%）和出口（总额1440.6亿美元，下降0.4%）。不过目前，山东面临经济下行的压力仍然较大。

## 经济史
清圣祖康熙六十一年（1722年），山东耕地达到9000余万亩。
1979-2008年30年，按绝对数比，2008年GDP总量为1978年的137倍（不变价，基于同期全国平均物价水平为基准），GDP年均增速11.6％，仅次于广东、浙江、福建和内蒙古居全国第5位。1978-2008年，除1979、1981、1986、1989和1990年5个年份，其余年份GDP年增长率高于10％，GDP增幅最高的年份为1993年，年增长率达到20.4％。山东省GDP总量在全国的位次从1978年的第4位，至2007年稳居第3位。山东1988年GDP总量首次突破1千亿元，2002年突破1万亿元，2006年突破2万亿元。基于美元折算，1995年突破500亿美元，2000年破1千亿美元，2010年破5000千亿美元达到5,786亿美元。山东人均经济占有量一直处在前10位，2008年人均GDP为32,936元（4,021美元），2010年41,106元（6,072美元），高于同期全国人均水平37个百分点居第9位。2011年GDP总量（最终核实数）达到45,361.85亿元（7,023.26亿美元），与上年相比增幅达到10.9％，占全国的比重达到9.62％，人均47,190元，约合7,306美元。2014年山东GDP近1万亿美元，人均GDP9911美元。

## 各类产业

### 农业
山东是中国的农业大省，农业增加值长期稳居中国各省第一位。山东不仅栽培植物、饲养畜禽品种资源丰富，而且可资利用的野生动、植物资源也很丰富。在植物资源中，有小麦、玉米、地瓜等粮食作物和棉花、花生等经济作物40多种，有蔬菜、瓜类60多种，有林木、果树、茶树、桑树、柞岚等木本植物660多种，有淀粉糖类、脂肪油类、纤维类、芳香油类、鞣酸栲胶类、药用类、土农药类等野生经济植物1350多种。在动物资源中，有家畜、家禽等饲养动物10多种，有中小型哺乳兽类55种，有留鸟、夏候鸟、冬候鸟、旅鸟270多种，有害虫天敌563种，有农业害虫763种。此外还有内陆水生维管束植物30多种，内陆淡水鱼类70多种。山东省的粮食产量较高，粮食作物种植分夏、秋两季。夏粮主要是冬小麦，秋粮主要是玉米、地瓜、大豆、水稻、谷子、高粱和小杂粮。其中小麦、玉米、地瓜是山东的三大主要粮食作物。

### 工業
山东的工业发达，工业总产值及工业增加值据中国各省前三位，特别是一些大型企业较多，号称“群象经济”。现在山东正在准备投巨资打造半岛先进制造业基地，以后山东的制造业会更上一层楼。此外由于山东是全国重要的粮棉油肉蛋奶的产地，因此在轻工业特别是纺织和食品工业相当发达。
重工业企业发展迅速，重点工矿业企业有齐鲁石化、山东电力、山东钢铁（济钢、莱钢、金岭铁矿）、日照钢铁、山东海化、胜利油田、兖矿集团、中国铝业山东铝厂、南山集团、晨鸣纸业等。

### 服務業
山东省服务行业的发展相对滞后，特别是在金融领域和高端服务方面还相当滞后，大力发展第三产业是山东的一项重要的任务。
山东省报纸很多，省内的发行量也不小，比较知名的报纸有：齐鲁晚报、济南时报、大众日报、山东商报等。

### 旅游业

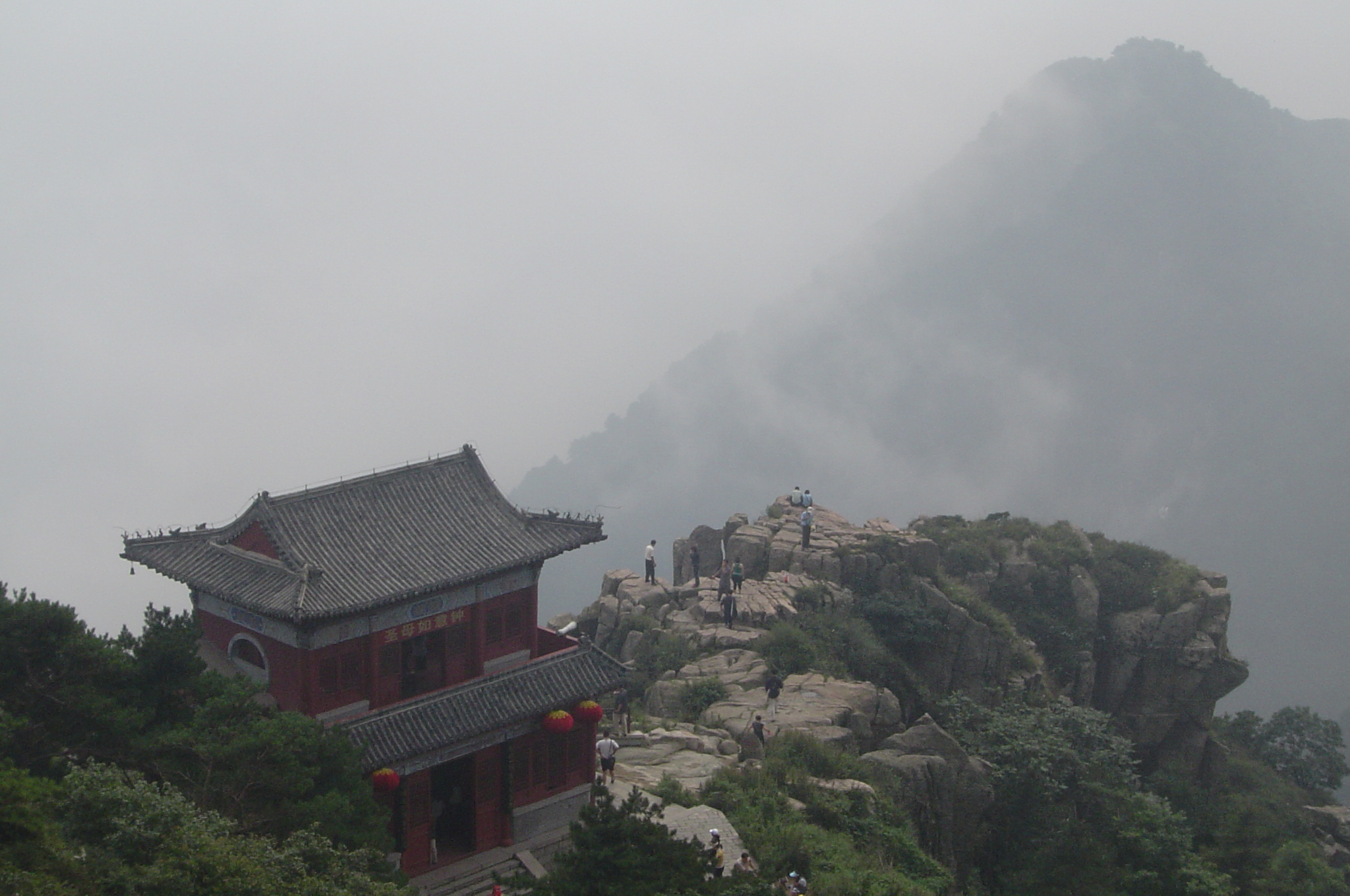
泰山

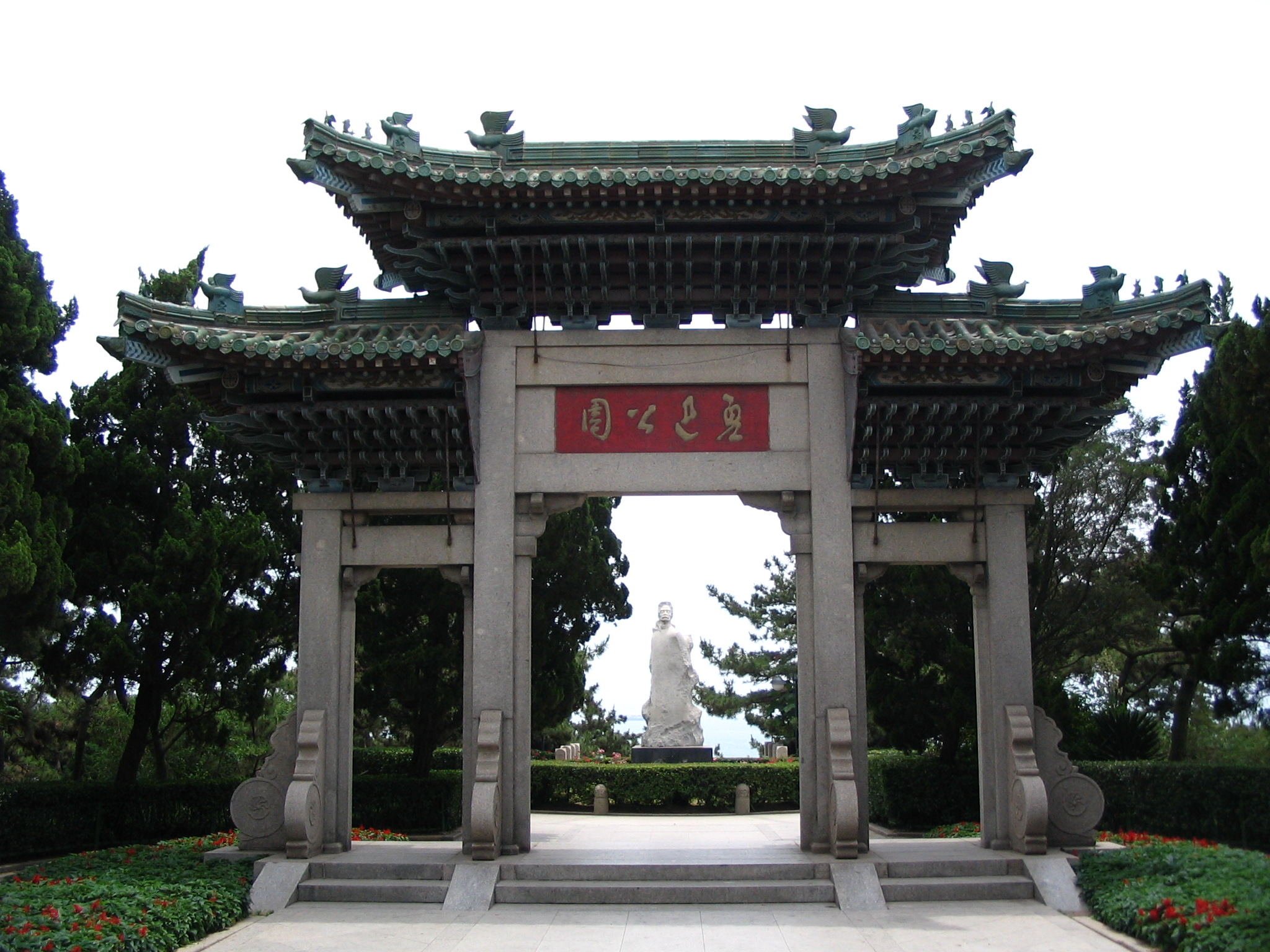
魯迅公園

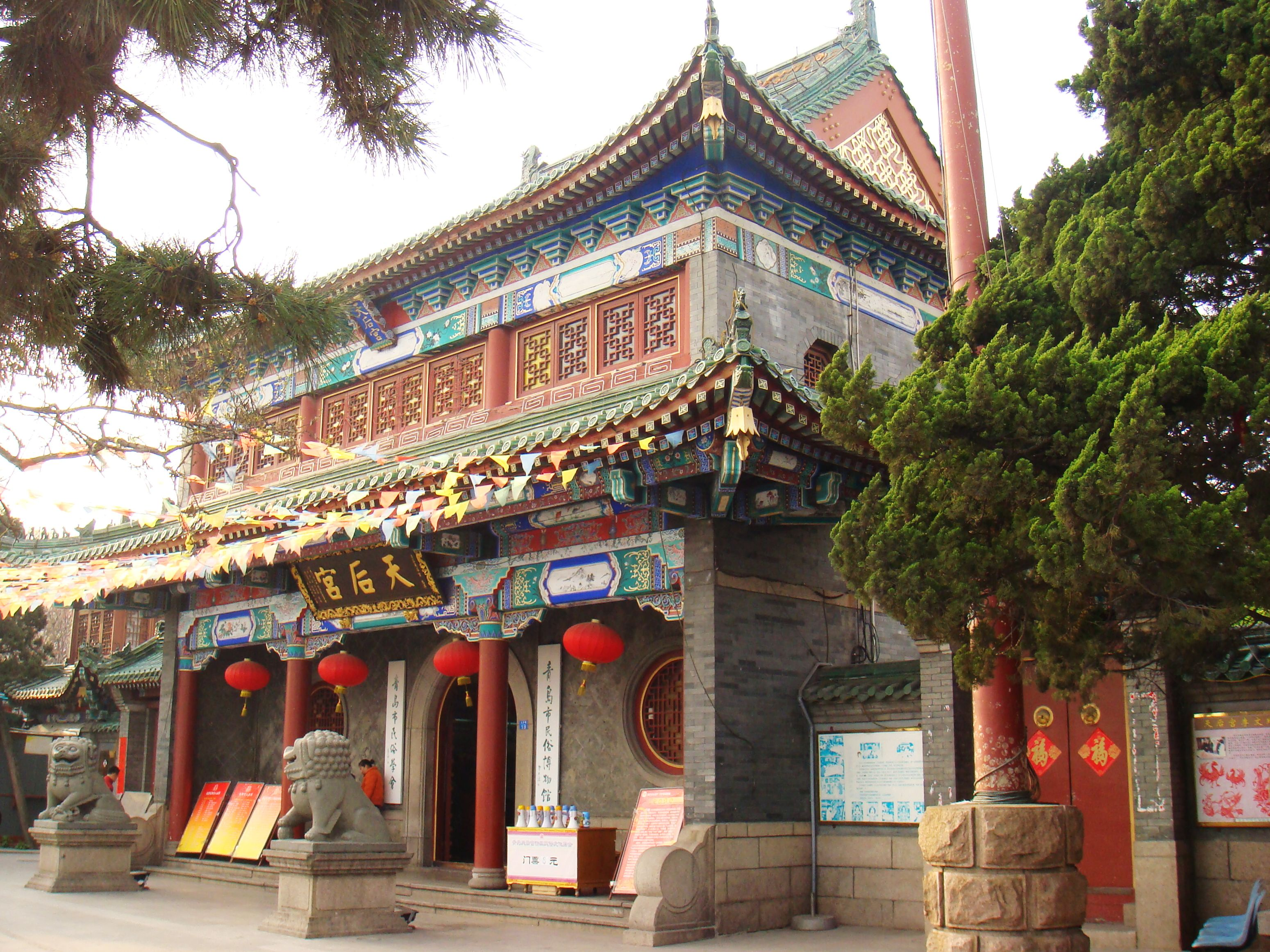
青島天后宫

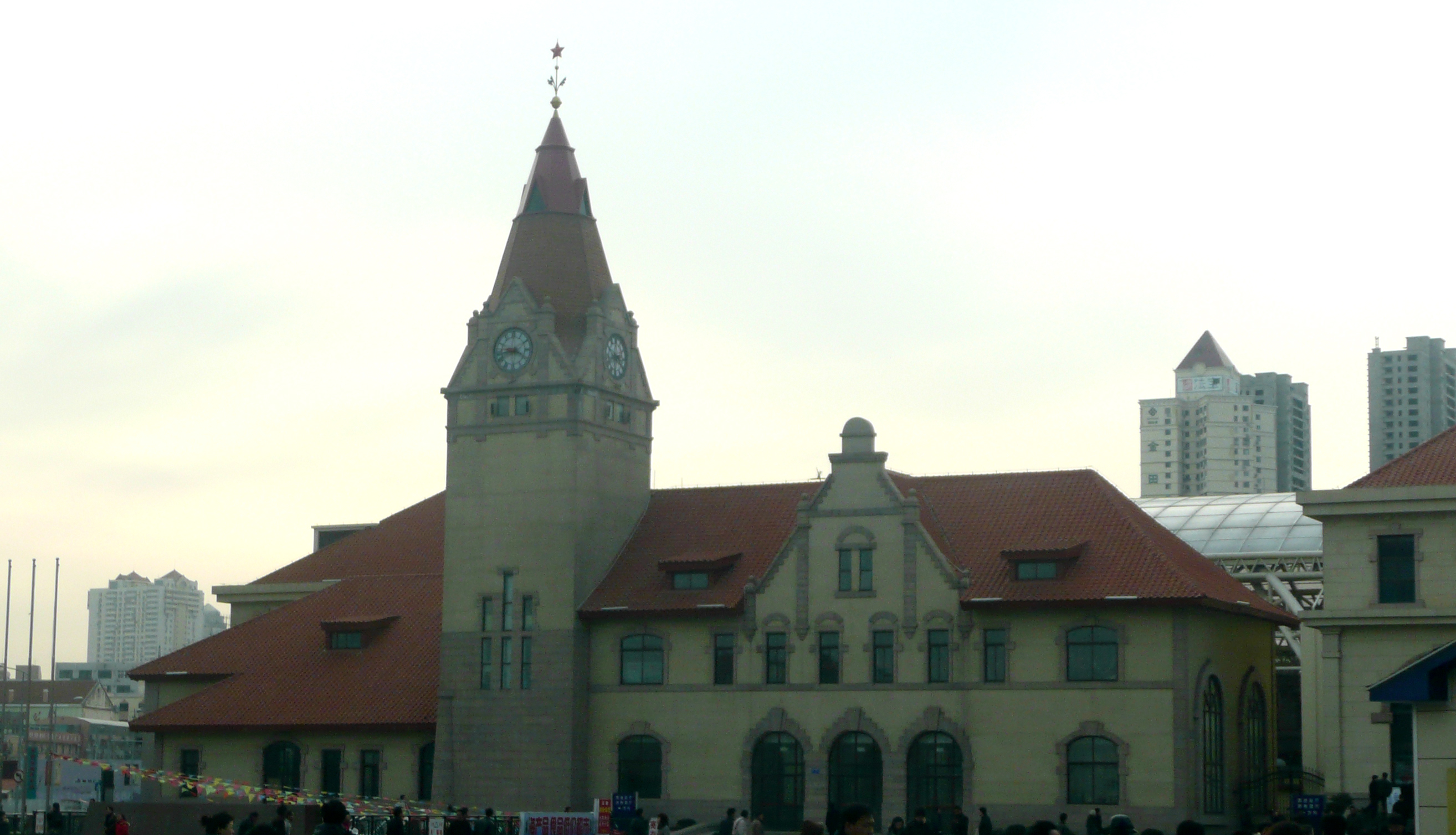
德國租界車站

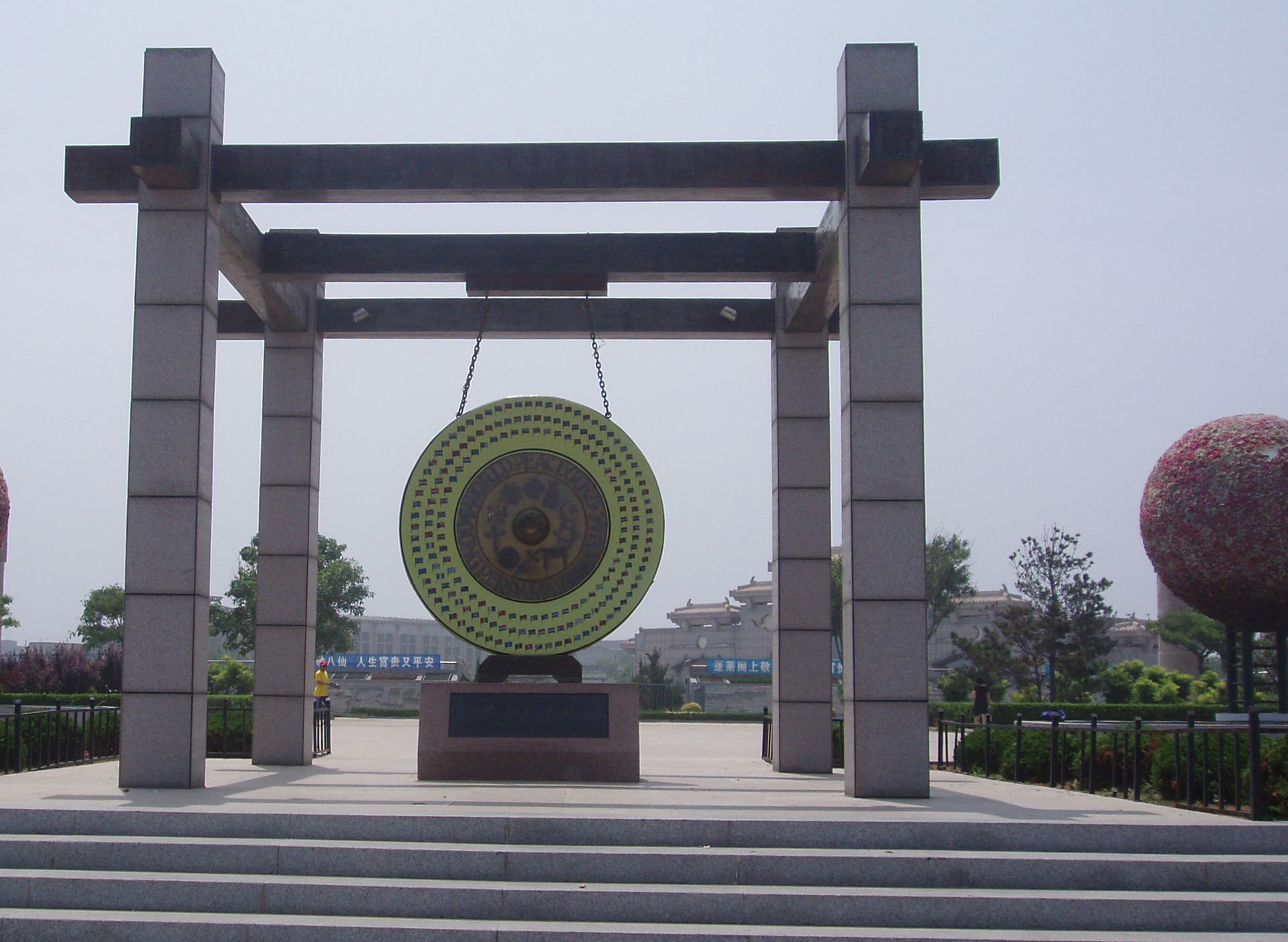
蓬萊市公園

山东省的旅游线路主要为两条，一是西部的“一山一水一圣人”线路，“一山”指泰山、“一水”指济南泉水（一说“一水”指黄河，但是“山水圣人”的出处为一清朝学子，且清朝光绪之前黄河并不流经山东，显然“一水”指黄河是错误的），“一圣人”指孔子，即曲阜的孔府、孔林、孔庙。二是东部的海滨休闲游，包括青岛、蓬莱长岛等旅游景点。

#### 景点
全省共有5处国家重点风景名胜区、9座国家历史文化名城、2座中国历史文化名村、97处全国重点文物保护单位（包括长城和京杭大运河的山东段）、397处省级文物保护单位（包括已被撤销的1处）。
- 国家重点风景名胜区：泰山、崂山、胶东半岛海滨、博山、青州
- 国家历史文化名城：曲阜、济南、青岛、聊城、邹城、临淄、泰安、烟台、蓬莱
- 省级历史文化名城：济宁、青州、淄博、蓬莱、潍坊、临沂、临清、莒县、烟台、枣庄、峄城、台儿庄、滕州
- 中国历史文化名村：章丘市官庄乡朱家峪村荣成市石岛管理区宁津办事处东楮岛村枣庄市峄城区峨山镇前利增村

泰山是中國第一個被聯合國教科文組織同時評為世界自然與文化雙遺產的名勝。孔廟是祭祀孔子的地方，在孔子過世一年後由魯哀公建立。孔林本名「至聖林」，是孔子及其家族的墓地，也是世界上较大、延續最久、保留最完整的宗族墓地與人造林園。孔府也稱「聖府」，緊鄰孔廟東側，是孔子嫡系長子長孫居住的私人莊園，是中國歷史最悠久、保存最完整的貴族府第。

#### 會展
| 節慶會展活動名稱                       | 日期                     |
| -------------------------------------- | ------------------------ |
| 煙台毓璜頂廟會                         | 2月16日至22日            |
| 青岛萝卜会元宵山会                     | 农历正月初九至正月十五   |
| 青島海雲庵糖球会                       | 农历正月十六至正月二十一 |
| 濟寧梁山國際水滸文化節                 | 4月                      |
| 泰安東嶽會廟會                         | 4月1日至3日              |
| 泰安肥城桃花節                         | 4月5日至15日             |
| 淄博國際陶瓷琉璃藝術節                 | 4月16日至22日            |
| 煙台昆崙山踏春節                       | 4月16日至28日            |
| 煙台龍口國際徐福文化節                 | 4月18日至20日            |
| 煙台萊陽梨花節                         | 4月20日                  |
| 濰坊國際風箏會                         | 4月20日至25日            |
| 濰坊壽光國際蔬菜科技博覽會             | 4月20日至27日            |
| 菏澤國際牡丹花會                       | 4月22日至28日            |
| 日照「五蓮之春」杜鵑花節               | 4月24日至5月6日          |
| 煙台牟氏莊園民俗遊                     | 4月28日至5月8日          |
| 聊城江北水城文化旅遊節                 | 4月30日至5月8日          |
| 淄博國際聊齋文化旅遊節                 | 4月30日至5月8日          |
| 濱州博興國際小戲藝術節                 | 5月1日至10日             |
| 煙台五彩繽紛美食節                     | 5月4日至8日              |
| 煙台長島「漁家樂」民俗文化旅遊節       | 5月5日至7日              |
| 煙台萊州月季花節                       | 5月25日                  |
| 濟南國際藝術歌會                       | 5月至10月每月一場        |
| 濟南明湖荷花節                         | 6月30日至8月20日         |
| 萊蕪房幹生態旅遊節                     | 7月至8月                 |
| 滕州微山湖湿地红荷節                   | 8月8日                   |
| 濟寧微山湖荷花節                       | 8月10日                  |
| 青島國際啤酒節                         | 8月17日至9月1日          |
| 煙台蓬萊「和平頌」國際青少年文化藝術節 | 8月20日至25日            |
| 泰山國際登山節                         | 9月6日至10日             |
| 煙台張裕國際葡萄酒節                   | 9月7日至10日             |
| 德州樂陵金絲小棗節                     | 9月中旬                  |
| 曲阜國際孔子文化節                     | 9月26日至10月10日        |
| 棗莊石榴節                             | 9月末                    |
| 中国（青州）花卉博览交易会             | 9月底至10月初            |
| 日照劉家灣趕海節                       | 10月1日至5日             |
| 濰坊昌樂國際寶石節                     | 4月末-5月初              |
| 威海國際釣魚節                         | 10月8日至15日            |
| 棗莊抱犢崮紅葉節                       | 10月上旬至11月上旬       |
| 濟南千佛山廟會                         | 農曆九月九日             |
| 蒙山長壽旅遊節                         | 農曆九月九日             |

### 交通运输业

#### 公路
山東有密集的高速公路網，通車里程至2008年底为4285公里，居全國前列。1993年建成第一條濟青高速公路。現有的「三縱兩橫」網絡主要包括南北向的京福、京滬、沈海三線與東西向的青兰、青銀兩線。全省多數城市之間可在半日互達。新建成的與在建的高速公路多基於「五縱四橫一環」的藍圖。山東省計畫在2012年使高速公路的通車里程達到5000公里，實現全省80%的縣、市、區由高速公路全程連接。
依托一流的密集的优质公路网，山东的公路客运极其发达。济南长途客运总站是全国较大的客运站之一，日均发送旅客7万人次，春运时期可达到15万人次，这里有发往全省各地的班车，也发往北京、天津、河南、河北、东北、上海、内蒙、湖北、陕西、山西、新疆等地的车次。

#### 鐵路
南北走向的主要有京沪铁路、京九铁路、京滬高速鐵路、藍煙铁路等鐵路。京滬鐵路最為繁忙，在山東境內有三條複線，其中一條是貨運專用。蓝烟铁路连接青岛、烟台两大港口。
東西走向的主要有膠濟鐵路、胶济客运专线等鐵路。2006年膠濟鐵路電氣化改造完成，成為山東省的第一條電氣化鐵路，2008年建成胶济客运专线，实现了客货分运，最高时速可以达到200公里。还有石德铁路、兖石铁路、邯济铁路、新兖铁路及一些通往矿区的支线。
省境內樞紐性的鐵路枢纽及其匯通的鐵路線列舉如下：濟南枢纽（京滬-膠濟-邯济）、青岛枢纽（胶济-胶新-胶黄-蓝烟）、德州枢纽（京滬-石德，北京鐵路局管）、兖州枢纽（京滬-新兖-兖石）、菏澤枢纽（京九-新兖）。
按照铁道部的划分，山东省内现有特等火车站4个，分别为济南站（客货运车站）、济西站（货运编组站、全国十大路网级货运编组站之一）、济南西站（京沪高速铁路客运车站）、青岛站（客运车站）
铁道部济南铁路局在2008年调整后管辖山东全省（除德州）和（渤海铁路轮渡及旅顺西站）地区干支线铁路网。济南铁路局，包括济南西、济南两大机务段，济南、青岛、济西、济南西4座客运火车站，济南、青岛两大客运段。负责济南西-山海关，石家庄-济南-青岛等多条重要交路。保障青岛、日照等沿海港口枢港运输，晋煤与内陆其他物资出海和北京、东北地区与江浙地带铁路运输。在2007年全国企业500强中，居于铁路企业的中上等。

#### 航空
山東的主要機場有濟南遙牆國際機場、青島流亭國際機場、青岛胶东国际机场、煙台蓬莱國際機場、济宁曲阜机场、临沂机场、威海大水泊机场、东营永安机场、潍坊南苑机场、蓬莱沙河口机场。另外，还有一处海上救援机场，位于烟台蓬莱市。

#### 海运
山东主要有青岛、烟台、潍坊、日照、威海、龙口、东营、羊角沟等港口。青島港始建於1892年，港口總吞吐量3億噸（2008年度），居於中國內地海港的第五位，同期日照港、烟台港分列国内第十和第十三位。青岛港集裝箱吞吐量1002萬TEU標准箱（2008年度），居中國內地海港的第五位，是世界15大集裝箱港口之一，同时烟台港列国内第十二位。青岛港有前往日本下关港的渡轮航行。烟台港则由烟台中韩轮渡有限公司运营烟台-仁川国际轮渡航线。威海有威海-大連、威海-仁川、龍眼港-平澤、石島-仁川客貨滾裝航綫。

## 地方财政
青岛市自1986年成为计划单列市，财政不归山东省人民政府管辖，而是与国务院对接。山东的经济规模虽然长年排全国第三，但自2016年出现财政亏损，不再向中央政府提供财政盈余，需要中央政府财政转移支付以维持财政平衡。